# Neuvy-sur-Barangeon
Neuvy-sur-Barangeon település Franciaországban, Cher megyében. Lakosainak száma 1114 fő (2022. január 1.). Neuvy-sur-Barangeon Allogny, Méry-ès-Bois, Nançay, Presly és Vouzeron községekkel határos.

## Népesség
A település népessége az elmúlt években az alábbi módon változott:
| Lakosok száma | 1210 | 1219 | 1221 | 1232 | 1253 | 1243 | 1156 | 1108 | 1106 | 1114 |
|               | 1968 | 1982 | 1990 | 2006 | 2013 | 2015 | 2017 | 2019 | 2020 | 2022 |